# Landschaftsschutzgebiet Nösingfelder Bachtal
Das Landschaftsschutzgebiet Nösingfelder Bachtal mit etwa 17 ha mit Flächengröße liegt im Gemeindegebiet von Extertal. Es wurde 2007 mit dem Landschaftsplan Nr. 5 Extertal durch den Kreistag des Kreises Lippe erstmals als Landschaftsschutzgebiet (LSG) ausgewiesen.

## Beschreibung
Das LSG umfasst das Nösingfelder Bachtal mit Wald- und Grünlandabschnitten. Die Siedlung Nösingfeld teilt das LSG in zwei Teilflächen. Das LSG geht bis zur Landesgrenze nach Niedersachsen. In der Bachaue liegen kleinflächig Feuchtgrünland und Auwaldreste. Es gibt einzelne naturnahe Bachabschnitte, aber auch begradigte und verlegte Abschnitte. Die sehr schmale Aue wird im Unterlauf überwiegend als Grünland genutzt. Nach Nösingfeld geht das Tal in ein bewaldetes Kerbtal über. Im Nösingfelder Bach befinden sich Sohlabstürze, Durchlässe und ein Teich im Hauptanschluss. Die Bachaue ist beeintträgt durch Nadelholzaufforstungen, Bachbegradigungen und Fischteiche. Dazu kommen noch die parallel verlaufende Straße und die Siedlung.

## Schutzzwecke für das LSG
Laut Landschaftsplan erfolgte die Ausweisung des LSG:
- „zur Erhaltung und Wiederherstellung der Leistungsfähigkeit des Naturhaushaltes in ökologisch besonders wertvoll strukturierten Bereichen mit Wasser-, Klima- und Biotopschutzfunktionen,“
- „zur Erhaltung und Wiederherstellung von Quellbereichen und naturnahen Fließgewässern, Grünland, Kalkhalbtrockenrasen und naturnahen Waldbereichen unter schiedlicher Feuchtestufen, Feldgehölzen, Hecken und Obstwiesen,“
- „zur Erhaltung morphologisch ausgeprägter Bereiche zur Sicherung der landschaftlichen Eigenart und Vielfalt für die Erholung,“
- „zur Erhaltung wertvoller Biotopkomplexe aus Wald-Grünlandbereichen, Fließgewässern und Quellen sowie Biotopen nach § 62 LG mit wichtigen Refugial-, Puffer-, Trittstein- und Vernetzungsfunktionen,“
- „zur Erhaltung und Wiederherstellung wichtiger Rückzugsräume für die bedrohte Tier- und Pflanzenwelt,“
- „zur Sicherung von kulturhistorisch bedeutsamen Landschaften, z. B. Terrassenkulturlandschaften,“
- „zur Sicherung der das Orts- und Landschaftsbild gliedernden und belebenden und die dörflichen Siedlungsstrukturen prägenden Freiraumelemente.“[1]